# ロリータ (1962年の映画)
『ロリータ』（Lolita）は、1962年のイギリス映画。原作は1955年に出版されたウラジーミル・ナボコフの同名小説。ナボコフ本人の脚本で、スタンリー・キューブリックが監督を務めた。上映時間152分。モノクロ。日本での公開は1962年9月22日。スティーヴン・ジェイ・シュナイダーの『死ぬまでに観たい映画1001本』に掲載されている。

## ストーリー

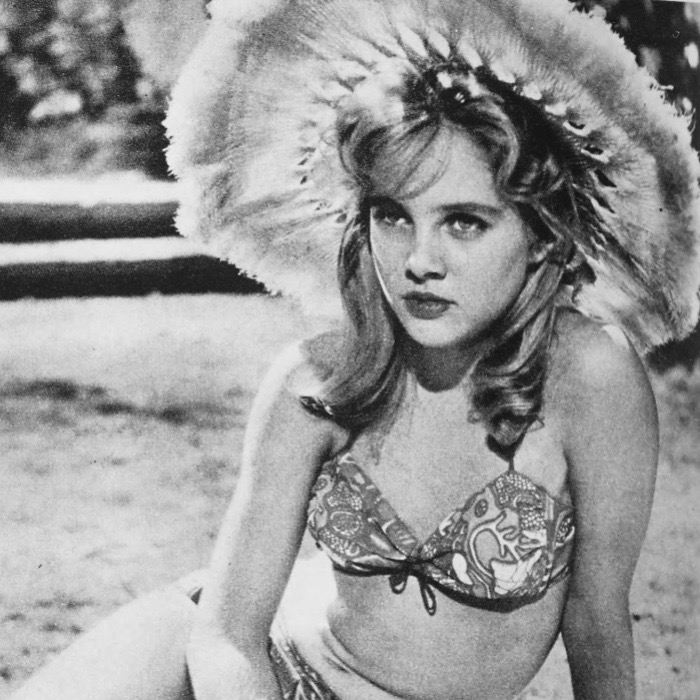
ロリータを演じたスー・リオン

霧深い日、中年男が荒れ果てた大邸宅を訪ね、ドロレス（ロリータ）・ヘイズの件で脚本家のクィルティという男を射殺した。
その4年前、射殺犯となるハンバートは、秋からアメリカの大学で講義することとなったため、パリからアメリカにやってきた。その前の一夏を保養地で過ごすこととし、下宿候補シャーロット・ヘイズ未亡人宅を訪れた。シャーロットは書籍委員会の会長で、前回の講演ではクィルティを講師として呼んでいた。ハンバートは、帰り際に美少女を見て、一目惚れする。少女は、未亡人の娘ドロレス、通称ロリータであった。
直ちに下宿を決める。一方、シャーロットはハンバートに惚れ、結婚を迫られたハンバートはロリータのそばに居たいために受諾する。ロリータがキャンプに行っている際、夫婦喧嘩をきっかけとしてハンバートの日記を読んだシャーロットは、彼の本心を知り、逆上して家を飛び出し、不慮の交通事故で死亡する。
ハンバートは義父の立場を使い、ロリータをキャンプから連れ出す。
高校へ通うロリータの世話をしつつ、行動を逐一チェックし、がんじがらめに囲い込もうとするハンバート。高校演劇への出演も許可しなかったが、家に来た、高校の心理学者ゼンプ博士の脅迫じみた説得により渋々許可する。劇の初演後、ハンバートはピアノ教師からロリータが演劇の稽古のためだとしてピアノレッスンを休んでいたことを聞き、すぐにロリータを家に連れ帰り、責める。反発したロリータは家を出て誰かと公衆電話で話した後、ハンバートに、高校も芝居も嫌になったので旅に出ようと提案する。ハンバートは喜んで、同意する。
出発のしばらく後に、ハンバートは自分たちの車を誰かの車が追跡していることに気づく。スピードを上げて追跡車をまいた途端にパンクし、追跡車に追いつかれるが、追跡車は反転して去った。
その時、ロリータは風邪をひいていて、入院することとなった。ハンバートが一人で泊っているモーテルの部屋に、夜、誰かから電話がかってきた。男やもめの白人男性としてハンバートがリスト入りしているので、性生活について報告してほしいというような奇妙な内容だった。ハンバートが報告を断り、電話を切り、病院に急行したところ、ロリータは、ハンバートに告げずに、叔父と名乗った男と共に退院し、姿を消していた。
3年後、ロリータから、結婚・妊娠していること、借金苦のため小切手を送ってほしいことが書かれた手紙が届く。ハンバートはロリータの家を訪ね、逃げた経緯を問いただした。夫ディックとは1年前に知り合ったので、無関係。ゼンプ博士、追跡していた男、モーテルに電話してきた男、叔父と名乗った男などは全部クィルティだった。ロリータは、ハンバートと出会う前に彼を知り、すぐに惚れ、高校生の時から交際していた。それで、ハンバートから共に逃げたのだが、クィルティがピンク映画への出演を迫ってきて、ロリータが断ったところ、彼はロリータを追い出したという。ハンバートはロリータに、夫やボロ家を捨て、一緒に暮らそうと懇願したが、断られる。あきらめたハンバートは、大金をロリータに渡して、去った。
その後、ハンバートはクィルティを殺しに行き、殺人犯として裁判を待つ間に病死する。

## 登場人物
※括弧内は日本語吹替
- ハンバート・ハンバート - ジェームズ・メイソン（横森久）
- ドロレス（ロリータ）・ヘイズ - スー・リオン（鈴木弘子）
- シャーロット・ヘイズ - シェリー・ウィンタース（水城蘭子）： ロリータの母。
- クレア・クィルティ - ピーター・セラーズ（羽佐間道夫）
- ヴィヴィアン・ダークブルーム - マリアン・ストーン
- メアリー・ローレ - ロイス・マクスウェル： 看護師。

日本語吹替 - 初回放送1971年12月30日21:00-22:56 東京12チャンネル『木曜洋画劇場』

## 原作との違い
大まかな筋は原作と同じだが、舞台を現代（制作当時の1960年代）に移しており、さらにアメリカが舞台であるにもかかわらず、イギリス人中心のキャスティングが行われ、ほとんどがイギリスで撮影されている（当時のアメリカの厳格な検閲を避けるため）。原作ではもっとあどけなく、それでいて小悪魔的な魅力のあったロリータは、当時の検閲と規制により原作よりも若干年齢が上がり、実際の年齢よりもどこか大人びてる上、冷めたような感じのヒロインになっている。時代的な事もあり、性描写が全く無い。また、映画には省略された人物や事柄も数多くある。特に映画でのシャーロットの描写はまるで別人である。
脚本のクレジットはナボコフになっているが、最初、ナボコフの脚本が長過ぎて映画にすると7時間以上にもなることから、一度短く書き直したが、結局キューブリックはその2割ほどを使ったにすぎず、ほとんどを自分の脚本で撮影した。ナボコフはそのことを試写で知り、のちに不満を述べている。
未婚の男女が同じ平面上で横たわらない、といったハリウッドの自主規制コードやカトリック団体からの抗議により、小説の主題を明確に描けず、「主人公たちの関係のエロティックな面を強調できなかった」とキューブリックは述べている。